# Cees Kornelis
Cees Kornelis (Nijmegen, 4 september 1946 – Grave, 22 november 2017) was een Nederlands voetballer die als verdediger speelde. Hij stond onder contract bij N.E.C., PEC Zwolle en De Graafschap. Zijn broer Hennie (ook bekend als Hent) speelde eveneens voor N.E.C..

## Loopbaan
Kornelis begon bij N.E.C. maar kreeg van de juniorencommissie te horen dat hij te weinig talent had. Na vier jaar bij stadgenoot Quick keerde hij terug bij N.E.C., waarvoor hij vervolgens twaalf jaar in het eerste speelde. Hij debuteerde op 31 oktober 1965 in de Eerste divisie in een uitwedstrijd tegen FC Blauw-Wit Amsterdam. In het seizoen 1966/67 promoveerde hij met de club naar de Eredivisie en in 1973 werd de finale van de KNVB Beker gehaald. Een jaar later degradeerde Kornelis met N.E.C. maar keerde in 1975 met een kampioenschap weer terug in de Eredivisie.
Van 1977 tot 1979 speelde Kornelis twee seizoenen voor PEC Zwolle, waarmee hij in het seizoen 1977/78 kampioen werd in de Eerste divisie. Hij speelde vervolgens vier jaar voor De Graafschap, waarmee hij in 1981 via de nacompetitie naar de Eredivisie promoveerde en een seizoen later weer degradeerde. In augustus 1983 liet hij zijn contract ontbinden en speelde daarna nog in de Hoofdklasse bij VV Rheden. Hij sloot in 1985 af met het kampioenschap in de Zondag Hoofdklasse B.
Kornelis maakte in 1974 deel uit van de uit veertig namen bestaande voorselectie van het Nederlands elftal voor wereldkampioenschap voetbal 1974 maar viel af voor de definitieve selectie.
In het kader van 60 jaar Eredivisie in 2016, verrichten clubiconen in speelronde 5 de aftrap van de eredivisiewedstrijden. Bij de thuiswedstrijd van N.E.C. tegen PSV werd Kornelis namens de Nijmegenaren naar voren geschoven.
Kornelis kreeg de bijnaam de klever voor de manier waarop hij het Johan Cruijff moeilijk wist te maken in onderlinge duels. Hij overleed 22 november 2017 op 71-jarige leeftijd aan de gevolgen van huidkanker.

## Statistieken
| Seizoen | Club          | Land      | Competitie           | Wed. | Goals |
| ------- | ------------- | --------- | -------------------- | ---- | ----- |
| 1965/66 | N.E.C.        | Nederland | Eerste divisie       | 19   | 0     |
| 1966/67 | N.E.C.        | Nederland | Eerste divisie       | 37   | 0     |
| 1967/68 | N.E.C.        | Nederland | Eredivisie           | 14   | 0     |
| 1968/69 | N.E.C.        | Nederland | Eredivisie           | 29   | 0     |
| 1969/70 | N.E.C.        | Nederland | Eredivisie           | 33   | 0     |
| 1970/71 | N.E.C.        | Nederland | Eredivisie           | 33   | 0     |
| 1971/72 | N.E.C.        | Nederland | Eredivisie           | 33   | 0     |
| 1972/73 | N.E.C.        | Nederland | Eredivisie           | 34   | 1     |
| 1973/74 | N.E.C.        | Nederland | Eredivisie           | 33   | 1     |
| 1974/75 | N.E.C.        | Nederland | Eerste divisie       | 34   | 3     |
| 1975/76 | N.E.C.        | Nederland | Eredivisie           | 34   | 1     |
| 1976/77 | N.E.C.        | Nederland | Eredivisie           | 27   | 2     |
| 1977/78 | N.E.C.        | Nederland | Eredivisie           | 1    | 0     |
| 1977/78 | PEC Zwolle    | Nederland | Eerste divisie       | –    | 4     |
| 1978/79 | PEC Zwolle    | Nederland | Eredivisie           | 12   | 0     |
| 1979/80 | De Graafschap | Nederland | Eerste divisie       | –    | 0     |
| 1980/81 | De Graafschap | Nederland | Eerste divisie       | –    | 3     |
| 1981/82 | De Graafschap | Nederland | Eredivisie           | 12   | 0     |
| 1982/83 | De Graafschap | Nederland | Eerste divisie       | –    | 1     |
| 1983/84 | VV Rheden     | Nederland | Zondag Hoofdklasse B | –    | –     |
| 1984/85 | VV Rheden     | Nederland | Zondag Hoofdklasse B | –    | –     |
| Totaal  | Totaal        | Totaal    | Totaal               | 385  | 16    |

## Erelijst

### MetN.E.C.
| Nationaal      |    |    |         |
| Eerste Divisie | 1x | 1x | 1974/75 |
| KNVB Beker     |    | 1x |         |

### MetPEC Zwolle
| Nationaal      |    |  |         |
| Eerste Divisie | 1x |  | 1977/78 |

### MetVV Rheden
| Nationaal            |    |  |         |
| Zondag Hoofdklasse B | 1x |  | 1984/85 |